# کارو کاهکه‌جیان
کارو کاهکه‌جیان (ارمنی: Կարո Քահքեջյան؛ ۲۴ مارس ۱۹۶۲ – ۲۶ ژوئن ۱۹۹۳) فرمانده نظامی برجسته اهل ارمنستان بود که در جنگ قره‌باغ شرکت نمود. وی بنیانگذار و فرمانده یگان فدایی ارمنی «Խաչակիրներ» ("Crusaders") بود. کاهکه‌جیان از جماعت ارمنیان پراکنده بود که داوطلب شد که در درگیری آرتساخ مبارزه نماید.

## زندگی‌نامه
کاهکه‌جیان در سال ۱۹۶۲ در حلب سوریه به دنیا آمد. پدربزرگ وی نام مستعار اصلان شناخته می‌شود در جریان جنبش آزادی‌بخش ملی ارمنی در ارمنستان غربی و جمهوری آرتساخ مبارزه نمود و محافظ ژنرال دراستامات کانایان بود. پس از فارغ‌التحصیلی از مدارس ارمنیان حلب و لبنان به همراه خانواده اش به نیجریه نقل مکان نمود. در سال ۱۹۷۸ برای تحصیل در رشته معماری به آلمان نقل مکان نمود. وی از دانشکده مهندسی دانشگاه مهندسی فرانکفورت فارغ‌التحصیل شد. پس از فارغ‌التحصیلی وی در فرزنو، کالیفرنیا زندگی می‌کرد.
برای نخستین بار پس از زمین‌لرزه ویرانگر ۱۹۸۸ اسپیتاک به ارمنستان سفر نمود.
در روز ۲۶ ژوئن ۱۹۹۳ در نبردی که در روستای ماقاوز در نزدیکی استان مارتاکرت صورت گرفت وی کشته شد. پیکر وی در گورستان نظامی یرابلور به خاک سپرده شده‌است.